# Al-Aziz Uthman ibn Salah-ad-Din
Al-Màlik al-Aziz Abu-l-Fath Uthman Imad-ad-Din ibn Salah-ad-Din —àrab: الملك العزيز أبو الفتح عثمان عماد الدين بن صلاح الدين, al-Malik al-ʿAzīz Abū l-Fatḥ ʿUṯmān ʿImād ad-Dīn b. Ṣalāḥ ad-Dīn— (ca. 1171 - 29 de novembre de 1198) fou sultà aiúbida d'Egipte (1193-1198).

## Biografia
Va néixer vers el 1171. El 1186 Saladí va retirar el govern d'Alep (Síria del Nord) al seu germà Abu-Bakr (després al-Àdil I) i va nomenar al seu propi fill adh-Dhàhir 1186-1216 que tenia menys de 15 anys. Al mateix temps, el seu fill Al-Aziz Uthman va rebre el govern d'Egipte i un altre fill, al-Àfdal, va rebre Damasc (Síria i Palestina); el seu germà Abu-Bakr va rebre Mesopotàmia (Al-Jazira i Diyar Bakr).
Mort Saladí la nit del 3 al 4 de març de 1193, al-Aziz el va succeir com a sultà d'Egipte, però Saladí havia disposat que el seu fill gran al-Afdal tindria l'alta sobirania sobre tots els dominis aiúbides; no obstant el degà de la família era el seu oncle Abu Bakr. Els zengites de Mossul i Sindjar i els ortúquides de la Djazira no van reconèixer al-Afdal com a sobirà. Af-Afdal va destituir als ministres del seu pare i va nomenar al seu lloc a un administrador religiós, al-Ziya ibn al-Athir, i es va dedicar als plaers.
Els ministres destituïts es van refugiar a Egipte amb al-Aziz al que van incitar a lluitar contra el seu germà. A finals de maig de 1194 al-Aziz va assetjar Damasc i al-Afdal va cridar al seu oncle Abu Bakr en suport. Abu Bakr es va declarar protector del seu nebot de Damasc i va aconseguir que l'altra nebot al-Aziz desistís de conquerir Damasc i retornés a Egipte. Però el 1195 al-Aziz va retornar a Damasc i la va tornar a assetjar. Aquesta vegada Abu Bakr va aconseguir que alguns dels amirs d'al-Aziz desertessin i aquest va retornar a Egipte, perseguit per al-Afdal sense èxit sent finalment obligat per Abu Bakr a retornar a Damasc on va seguir augmentant la seva impopularitat.
Finalment el juny de 1196 Abu Bakr i al-Aziz es van posar d'acord i van atacar junts a al-Afdal a Damasc ocupant la ciutat el 3 de juliol de 1196. Al-Afdal fou enviat al petit feu de Salkhad i Abu Bakr va assolir el poder a Damasc com al-Adil I, però reconeixent al-Aziz com a sultà suprem aiúbida, encara que era ell mateix el que tenia major poder i antiguitat.
El 1198, Al-Aziz Imad ad-Din va caure de cavall durant una cacera a la vora de les Piràmides i va morir de les ferides el 29 de novembre de 1198. El va succeir el seu fill al-Mansur ibn al-Aziz.